# هنری گانت

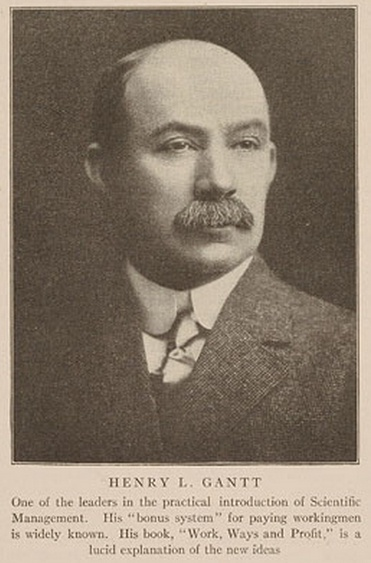
تصویر هنری گانت در یک مجله آمریکایی

هنری گانت (به انگلیسی: Henry L.Gantt) (تولد ۱۸۶۱- درگذشت ۱۹۱۹) مهندس مکانیک آمریکایی و مشاور مدیریتی که به خاطر مدل گانت چارت معروف شده‌است.
نمودار گانت در پروژه‌های زیربنایی بزرگ از جمله سیستم سد هوور و بزرگراه بین ایالتی و در ادامه به یک ابزار مهم در مدیریت پروژه و مدیریت برنامه استفاده شد.

## سنین جوانی و تحصیل
گانت در وقوع جنگ داخلی آمریکا به یک خانواده مزرعه برده دار در شهر کالورت ایالت مریلند به دنیا آمد. وقتی جنگ تمام شد خانواده بردگان و زمین‌های خود را از دست داده، و به بالتیمور نقل مکان کرد.
او از مدرسه مک‌دونو (McDonogh) در سال ۱۸۷۸ و از دانشگاه جانز هاپکینز در سال ۱۸۸۰ فارغ‌التحصیل شد، و سپس به مدرسه مک‌دونو بازگشت و به مدت سه سال به تدریس در آنجا پرداخت. او پس از آن مدرک کارشناسی ارشد در رشته مهندسی مکانیک را از مؤسسه تکنولوژی استیونز در نیوجرسی دریافت کرده‌است.